# Gottlieb August Wilhelm Herrich-Schäffer
Gottlieb August Wilhelm Herrich-Schäffer (ur. 17 grudnia 1799 w Ratyzbonie, zm. 14 kwietnia 1874 tamże) – niemiecki lekarz sądowy, entomolog i botanik.
Urodził się w 1799 roku w Ratyzbonie. Jego ojcem był lekarz Johan August Herrich. Od 1817 roku studiował medycynę w Würzburgu, w 1819 roku w Erlangen, w 1820 roku w Heidelbergu, w 1821 roku w Landshut, a w 1822 roku w Berlinie. Doktoryzował się w 1821 roku w Landshut. Praktykował w Ratyzbonie. W 1824 roku został lekarzem sądowym w Vohenstrauß. W 1828 roku przejął po swoim ojcu stanowisko lekarza sądowego w Stadtamhof. W 1833 roku zatrudniony został jako lekarz sądowy w Ratyzbonie. Na stanowisku tym pozostał do odejścia na emeryturę w 1858 roku.
Poza medycyną sądową zajmował się entomologią i botaniką. Pasję do tej pierwszej zaszczepił mu w latach studenckich Carl Ludwig Koch. Po Georgu W.F. Panzerze Herrich-Schäffer przejął publikowanie Faunae Insectorum Germanicae initia oder Deutschland Insecten, które kontynuował do 1844 roku. Największy wkład wniósł w lepidopterologię, wykazując wartość stosowania użyłkowania skrzydła jako cechy diagnostycznej w systematyce motyli. W latach 1843–1859 opublikował sześciotomową, poświęconą systematyce europejskich motyli pracę Systematische Bearbeitung (oder Beschreibung) der Schmetterlinge von Europa; opisał m.in. rodzaj Heliozela. W latach 1850–1869 kontynuował poświęcone europejskim motylom dzieło Jacoba Hübnera Sammlung neuer oder wenig bekannter aussereuropäischer Schmetterlinge. Na polu heteropterologii przysłużył się publikując od 1839 do 1853 roku pięć ostatnich tomów Die Wanzenartigen Insecten: getreu nach der Natur abgebildet und beschrieben, dokańczając tym samym rozpoczęte w 1831 roku dzieło Carla Wilhelma Hahna.
W 1846 roku założył w rodzinnym mieście towarzystwo zoologiczno-minetalogiczne (Zoologischmineralogischen Verein Regensburg). W latach 1861–1871 był dyrektorem Regensburgische Botanische Gesellschaft oraz redaktorem naczelnym wydawanego przez nie czasopisma Flora.